# Argyrosticta bellinita
Argyrosticta bellinita là một loài bướm đêm trong họ Noctuidae.